# Pollham
Pollham är en ort och kommun i Österrike. Den ligger i distriktet Grieskirchen i förbundslandet Oberösterreich, 190 kilometer väster om huvudstaden Wien.
Kommunen består av 16 orter (Ortschaften) (inom parentes invånarantal 1 januari 2024):

- Aigelsberg (21)
- Aigen (100)
- Edt (26)
- Egg (149)
- Forsthof (125)
- Hainbuch (55)
- Hornesberg (31)
- Kaltenbach (130)
- Kleingerstdoppl (32)
- Kolbing (54)
- Pollham (185)
- Pollhamerwald (27)
- Schmidgraben (1)
- Schönau (1)
- Wackersbuch (67)
- Wimm (15)